# За еврейския въпрос
„За еврейския въпрос“ (на немски: Zur Judenfrage) е рецензия на Карл Маркс за два текста на философа Бруно Бауер, публикувана в списание „Дойч-Францозише Ярбюхер“ през 1844 година.
Бауер, младохегелианец като самия Маркс, смята, че политическата еманципация на евреите в Прусия е възможна единствено чрез отказа им от тяхната религия. Маркс критикува този възглед, твърдейки че светската държава не е несъвместима с наличието на религиозни възгледи сред нейните граждани. Някои коментатори определят някои текстове от есето на Маркс като антисемитски, докато други смятат тази оценка за анахронична.